# Христівська сільська рада
Хри́стівська сільська́ ра́да — адміністративно-територіальна одиниця та орган місцевого самоврядування в Ізяславському районі Хмельницької області. Адміністративний центр — село Христівка.

## Загальні відомості
Христівська сільська рада утворена в 1944 році.
- Територія ради: 28,189 км²
- Населення ради: 814 особи (станом на 2001 рік)

## Населені пункти
Сільській раді підпорядковані населені пункти:
- с. Христівка
- с. Сморшки

## Склад ради
Рада складається з 12 депутатів та голови.
- Голова ради: Захарчук Іван Захарович
- Секретар ради: Канарчук Ольга Володимирівна

### Керівний склад попередніх скликань
| Прізвище, ім'я, по батькові | Основні відомості                                                                                  | Дата обрання | Дата звільнення |
| --------------------------- | -------------------------------------------------------------------------------------------------- | ------------ | --------------- |
| Буц Іван Васильович         | Сільський голова, 1970 року народження, член Народної партії                                       | 26.03.2006   | 31.10.2010      |
| Захарчук Іван Захарович     | Сільський голова, 1961 року народження, освіта середня загальна, член Комуністичної партії України | 31.10.2010   |                 |

Примітка: таблиця складена за даними сайту Верховної Ради України

### Депутати
За результатами місцевих виборів 2010 року депутатами ради стали:

#### За суб'єктами висування
| Суб'єкт висування            | Кількість обраних депутатів | %    |
| ---------------------------- | --------------------------- | ---- |
| Самовисування                | 5                           | 41,7 |
| Партія регіонів              | 3                           | 25   |
| Народна партія               | 2                           | 16,7 |
| Соціалістична партія України | 2                           | 16,7 |

#### За округами
| № округу                     | Прізвище, ім'я, по батькові   | Дата визнання обраним | Освіта             | Партійна приналежність                        | Відомості про обраного депутата                            |
| ---------------------------- | ----------------------------- | --------------------- | ------------------ | --------------------------------------------- | ---------------------------------------------------------- |
| Народна Партія               |                               |                       |                    |                                               |                                                            |
| 11                           | Білик Тетяна Володимирівна    | 05.11.2010            | вища               | член Народної партії                          | Приватний магазин, продавець                               |
| 12                           | Мельник Олена Володимирівна   | 05.11.2010            | середня            | член Народної партії                          | ТОВ «Сморшковецьке», бухгалтер товариства                  |
| Партія регіонів              |                               |                       |                    |                                               |                                                            |
| 4                            | Байталоха Неля Іванівна       | 05.11.2010            | середня спеціальна | позапартійна                                  | Дитячий садочок с. Христівка, завідувачка дитячого садочка |
| 6                            | Караман Валерій Миколайович   | 05.11.2010            | вища               | позапартійний                                 | Фельдшерсько-акущерский пункт с. Христівка, фельдшер       |
| 8                            | Кравчук Надія Павлівна        | 05.11.2010            | вища               | позапартійна                                  | ТОВ «Сморшковецьке», завідувачка ферми                     |
| Соціалістична партія України |                               |                       |                    |                                               |                                                            |
| 1                            | Захарчук Валентина Петрівна   | 05.11.2010            | середня спеціальна | член Соціалістичної партії України            | Христівська загальноосвітня школа I-III ст., завгосп       |
| 3                            | Полякова Тетяна Володимирівна | 05.11.2010            | середня            | член Соціалістичної партії України            | Христівська загальноосвітня школа I-III ст., повар         |
| Самовисування                |                               |                       |                    |                                               |                                                            |
| 2                            | Канарчук Іван Петрович        | 05.11.2010            | вища               | член Народної партії                          | ТОВ «Прогрес», директор товариства                         |
| 5                            | Онищук Валентина Степанівна   | 05.11.2010            | середня спеціальна | позапартійна                                  | ТОВ «Прогрес», касир товариства                            |
| 7                            | Канарчук Ольга Володимирівна  | 05.11.2010            | вища               | член Всеукраїнського об'єднання «Батьківщина» | Христівська сільська рада, секретар                        |
| 9                            | Мельник Людмила В'ячеславівна | 05.11.2010            | середня            | позапартійна                                  | тимчасово не працює                                        |
| 10                           | Славецька Зінаїда Василівна   | 05.11.2010            | середня спеціальна | позапартійна                                  | тимчасово не працює                                        |

## Господарська діяльність
Основним видом господарської діяльності населених пунктів сільської ради є сільськогосподарське виробництво. Воно складається із ТОВ «Христівка», фермерських і індивідуальних селянських господарств. Основним видом сільськогосподарської діяльності є вирощування зернових і технічних культур, виробництво м'ясо-молочної продукції; допоміжним — вирощування овочевих культур.
В селах сільради працює 5 магазинів, дві загально-освітні школи: I–III ступеня і I ступеня, христівське поштове відділення.

## Річки
Територією сільської ради протікає річка Хомора, яка тече із заходу на схід від села Кузьминці, через село Христівка в напрямку сіл Тернавка, Кропивна, Сахнівці.